# إيوغيني كاين
إيوغيني كاين (بالألمانية: Eugenie Kain)‏ هي مؤلفة وصحفية وكاتِبة نمساوية، ولدت في 1 أبريل 1960 في لينتس في النمسا، وتوفيت في 8 يناير 2010.